# Réorganisation des corps de cavalerie français (1887)
Pour les articles homonymes, voir Réorganisation des corps de cavalerie français et Amalgame.
La loi du 25 juillet 1887, réorganise les corps de l'armée française en transformant les 78 régiments de cavalerie et en créant 13 nouveaux régiments de cavalerie.

## Historique
Sous le second Empire, la cavalerie française comptait 59 482 chevaux alors que la cavalerie allemande en comptait 71 500.

Ce chiffre se répartit en 93 régiments ou 372 escadrons à opposer aux 78 régiments français.

## Loi du25 juillet 1887
La loi du 25 juillet 1887 créé 13 régiments de cavalerie, savoir :
- 4 régiments de dragons
  - 27e régiment de dragons formé à Châlons
  - 28e régiment de dragons également formé à Châlons
  - 29e régiment de dragons
  - 30e régiment de dragons
- 1 régiment de chasseurs à cheval
  - 21e régiment de chasseurs à cheval
- 6 régiments de hussards
  - 9e régiment de hussards
  - 10e régiment de hussards
  - 11e régiment de hussards
  - 12e régiment de hussards
  - 13e régiment de hussards
  - 14e régiment de hussards
- 2 régiment de chasseurs d'Afrique
  - 5e régiment de chasseurs d'Afrique
  - 6e régiment de chasseurs d'Afrique

## Infanterie
Réorganisation des corps d'infanterie français (1887)